# Draughton (North Yorkshire)
Draughton – wieś w Anglii, w hrabstwie North Yorkshire, w dystrykcie (unitary authority) North Yorkshire. Leży 57 km na zachód od miasta York i 300 km na północny zachód od Londynu.